# Georgij Jumatov
Georgij Jumatov (Mosca, 11 marzo 1926 – Mosca, 4 ottobre 1997) è stato un attore sovietico.

## Filmografia parziale
- Rjadom s nami, regia di Adol'f Bergunker (1957)
- Žestokost', regia di Vladimir Skujbin (1959)
- Pervoe svidanie, regia di Iskra Babič (1960)
- Akademik iz Askanii, regia di Vladimir Gerasimov (1961)
- Oficery, regia di Vladimir Rogovoj (1971)
- Ogarёva, 6, regia di Boris Grigor'ev (1980)
- Petrovka, 38, regia di Boris Grigor'ev (1980)
- Pristupit' k likvidacii, regia di Boris Grigor'ev (1983)

## Premi
- Artista onorato della RSFSR (1969)
- Artista popolare della RSFSR (1982)